# Håkon Lindbæck
Håkon Lindbæck ist ein ehemaliger schwedischer Skispringer.

## Werdegang
Sein internationales Debüt gab Lindbæck bei der Vierschanzentournee 1967/68, bei der er nur das Neujahrsspringen in Garmisch-Partenkirchen bestritt. Dabei erreichte er Rang 78, was am Ende der Tournee nur Platz 98 der Gesamtwertung bedeutete. Nach zwei Jahren Pause kam er bei der Vierschanzentournee 1970/71 zurück ins internationale Team. Nach einem enttäuschenden 52. Platz auf der Schattenbergschanze in Oberstdorf landete er mit Rang 24 in Garmisch-Partenkirchen auf seinem besten Einzelrang seiner Tourneelaufbahn. Nachdem Lindbæck in Innsbruck und Bischofshofen nur auf hintere Ränge sprang, beendete er die Tournee mit 724,5 Punkten auf dem 46. Platz der Gesamtwertung.
Nach weiteren Jahren internationaler Pause, bestritt er mit der Vierschanzentournee 1975/76 sein letztes internationales Turnier. Jedoch kam er bei keinem der Springen unter die besten 40 und beendete die Tournee auf dem 56. Platz.

## Erfolge

### Vierschanzentournee-Platzierungen
| Saison  | Platz | Punkte |
| ------- | ----- | ------ |
| 1967/68 | 98.   | 153,1  |
| 1970/71 | 46.   | 724,5  |
| 1975/76 | 56.   | 661,4  |